# 保持共产党员先进性教育活动

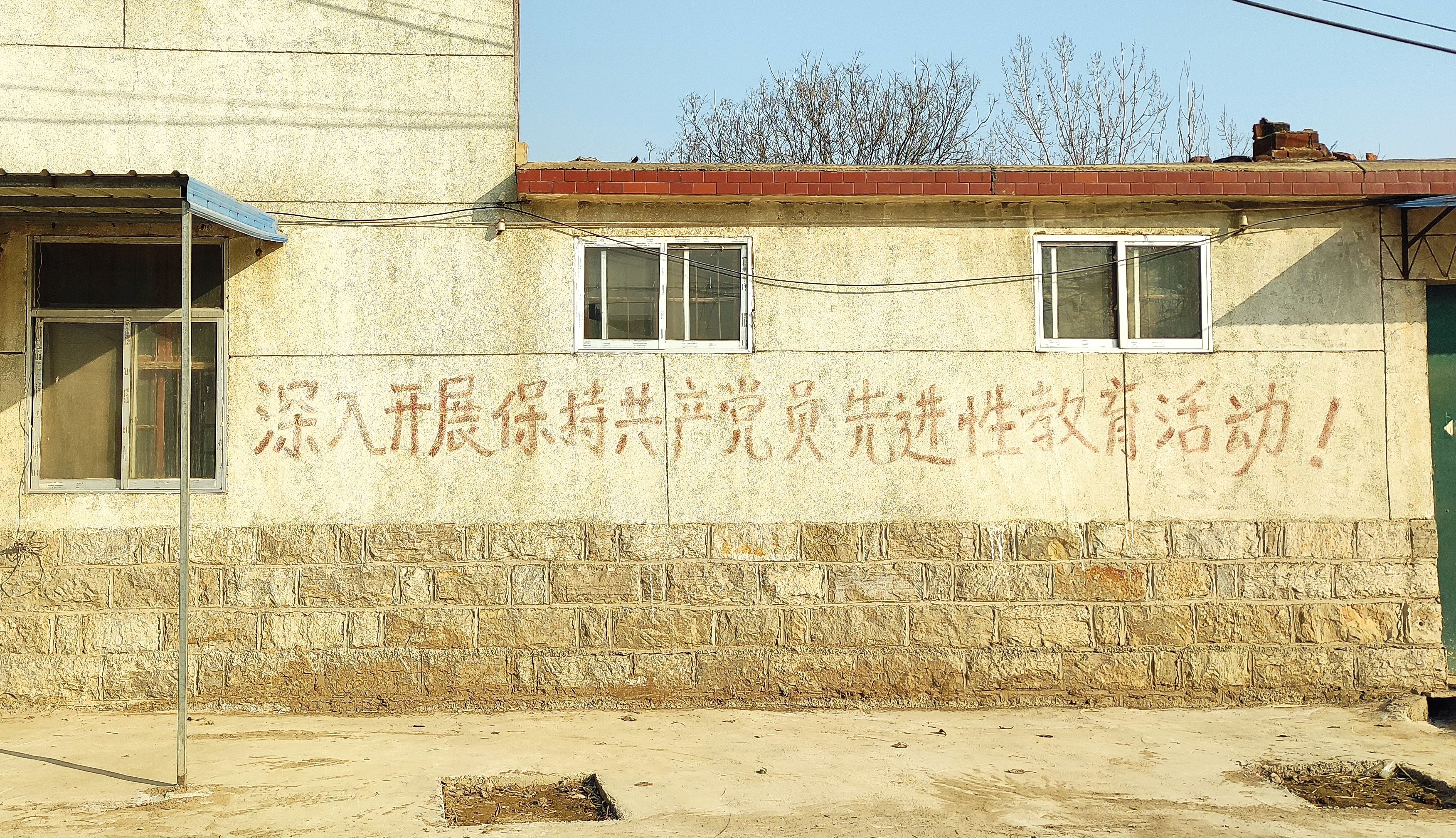
山东省龙崮村一处民房上的“深入开展保持共产党员先进性教育活动”标语

保持共产党员先进性教育活动是中国共产党从2005年1月开始在全党全面开展的一次整风运动，歷時一年半的时间，至2006年6月底結束。在民间经常简称为保先教育。其主要是学习江泽民的“三个代表”思想，目的是打击腐败，提高中共的执政能力。这次活动被认为是实施改革开放以来中国共产党开展的最大规模的集中教育活动，也是胡锦涛出任中共中央总书记以来开展的最大的一次政治运动。

## 背景
2000年，中共中央组织部组织了全国30万名党员思想状况调查。在调研中发现许多理想信念动摇、领导干部腐败、基层组织涣散等问题。这些反映出的问题被领导层警觉。在中共十六大的报告上，提出了在党内开展一次以学习实践“三个代表”重要思想为主要内容的保持共产党员先进性教育活动的建议。

## 内容
这次活动从2005年1月开始，持续1年半的时间。活动分三批进行，每批半年左右时间。
- 第一批：县及县以上党政机关和部分企事业单位，从2005年1月开始到2005年6月基本结束
- 第二批：城市基层和乡镇机关，从2005年7月开始到2005年12月基本结束。
- 第三批：农村和部分党政机关，从2006年1月开始到2006年6月基本结束。

在每批的半年时间内，要求不得少于3个月的学习时间。集中学习教育分三个阶段进行。 
- 第一阶段：学习动员。对党员进行思想教育，主要学习邓小平理论、“三个代表”。
- 第二阶段：分析评议。进行自我批评，并且每个党员必须征求非党员的对自己的意见，党员之间也要互相评议。
- 第三阶段：整改提高。

为此活动专门成立了中央和各地保持共产党员先进性教育活动领导小组。
四个目标
- 提高党员素质
- 加强基层组织
- 服务人民群众
- 促进各项工作

## 活动概况

### 活动方式
以中国共产党党员开会等形式。

### 评价
- 官方认为此次活动“取得了丰硕的成果”。

## 典型人物
这次教育活动树立了一些模范典型人物：
- 王顺友：馬幫邮递员
- 祁爱群：地方人事干部
- 牛玉儒：內蒙古自治區黨委常委、呼和浩特市委书记
- 任长霞：因公殉職的公安局长
- 宋鱼水：北京市第一中級人民法院法官
- 张云泉：信访干部
- 李素芝：西藏軍區總醫院院長
- 周国知：公务员
- 马祖光：中国科学院院士，物理学家
- 许振超：青島港碼頭工人
- 楊業功：己故解放軍第二炮兵某基地原司令員
- 丁曉兵：失去右臂的武警司令
- 华益慰：已故解放軍軍醫